# Мал гьол
Мал гьол или Малко Караниколско езеро (на македонска литературна норма: Мал Ѓол, Мало Караниколичко Езеро) е ледниково езеро в планината Шар, Република Македония. Разположено е край връх Караникола, на надморска височина от 2300 m, като наоколо му има поляни. Близо до него се намира друго ледниково езеро - Голем гьол.
Басейнът на езерото Мал гьол е скалист и има крушовидна форма. Водата му е бистра, но дъното е мътно. Има дължина от 115 метра и ширина от 102 метра. Общият му обем е 313 метра и е с площ от 8240 m2. Дълбоко е 0,80 метра. Макар че няма притоци, езерото никога не изсъхва. Коритото на езерото прелива, когато водното ниво се вдигне прекалено.